# Ezechiel Zivier
Ezechiel Zivier (ur. 22 września 1868 w Wieluniu, zm. 22 sierpnia 1925 we Wrocławiu) – archiwista, historyk niemieckiego rodu Hochbergów, działacz polityczny Górnego Śląska.
Studiował na Uniwersytecie we Wrocławiu prawo, historię i języki słowiańskie. Posiadał tytuł doktora filozofii. Był znawcą kultur wschodnioeuropejskich, w tym polskiej.  Od 15 sierpnia 1892. był zatrudniony jako archiwista rodu Hochberg. Ściągnął odpisy dokumentów dotyczących ziemi pszczyńskiej z archiwów zagranicznych, a od 1919 roku był naczelnym dyrektorem archiwów księcia pszczyńskiego w Pszczynie i w Wałbrzychu.
Założył regionalne czasopismo Oberschlesien (1902) i w latach 1902–1918 był jego redaktorem. Był inicjatorem działającego w latach 1905–1939 Gesamtarchiv der deutschen Juden. Od 1914 roku przewodniczył gminie żydowskiej w Pszczynie, a po przyłączeniu Górnego Śląska do Polski uczestniczył w rozmowach na temat nowego prawa górniczego w Polsce, był też członkiem delegacji polskiej w czasie pertraktacji z Niemcami w Dreźnie w 1923 roku  w sprawach finansowo-gospodarczych. Po 1922 roku wydawał Zeitschrift für polnische Recht.
Jego żoną była Joanna Goldschmidt z Wrocławia.
Opublikował:
- Geschichte des Fürstenturns Pless (1906)
- Fürstenstein (1909)
- Historia Polski (XVI wiek) (1915)

12 lipca 2005 roku na Uniwersytecie Śląskim w Katowicach Barbara Paulina Kalinowska-Wójcik obroniła pracę doktorską Ezechiel Zivier (1868-1925). Archiwista i historyk.